# Siriri
Siriri este un oraș în Sergipe (SE), Brazilia.